# Recensement de Colombie de 1964

Le recensement de Colombie de 1964 est un recensement de la population lancé en 1964 à partir du 15 juillet dans la République de Colombie. La Colombie comptait alors 17 484 508 habitants.